# Maigret si diverte
Maigret si diverte (titolo originale francese Maigret s'amuse) è un romanzo di Georges Simenon con protagonista il commissario Maigret.
Il romanzo fu scritto a Golden Gate, villa di Cannes in Francia dal 6 al 13 settembre 1956. Uscito dapprima a puntate sul quotidiano Le Figaro dal 4 febbraio al 1º marzo 1957 (23 episodi), venne pubblicato in Francia l'11 marzo 1957 dall'editore Presses de la Cité.
È il cinquantesimo romanzo dedicato al celebre commissario.

## Trama
Il dottor Pardon, medico personale e amico del commissario, convince Maigret a prendersi una vacanza, ma il commissario preferisce passare le sue due settimane di libertà a Parigi, insieme alla signora Maigret, evitando accuratamente ogni contatto con il Quai des Orfèvres, dove ha lasciato detto che avrebbe passato le vacanze a Les Sables-d'Olonne. Nel frattempo l'ispettore Janvier, in qualità di sostituto ufficiale del commissario, si trova tra le mani un caso interessante che Maigret segue in modo appassionato, tramite i quotidiani, come un parigino qualunque: il cadavere nudo di Éveline Jave, moglie di un medico, viene trovato in un armadio dell'ufficio del marito. Entrambi avrebbero dovuto trovarsi in Costa azzurra, e lo studio lasciato nelle mani del giovane dottor Gilbert Négrel. Lo stesso giorno dell'omicidio però, il dottor Philippe Jave afferma di essere tornato segretamente a Parigi per far visita alla sua amante, Antoinette Chauvet, la giovane figlia di una delle sue domestiche, Josépha Chauvet. Si scopre inoltre che il motivo del ritorno a Parigi della vittima era una relazione con Négrel, nonostante il fidanzamento di quest'ultimo con Martine Chapuis. Il padre di Martine, l'avvocato Noël Chapuis, assume la difesa di Négrel quando quest'ultimo viene arrestato per l'omicidio.
Maigret mantiene la promessa di tenersi lontano dal Quai, ma occasionalmente invia lettere o biglietti anonimi a Janvier, o in altri casi fa una chiamata anonima a un giornalista. Il commissario è convinto che Philippe Jave fosse a conoscenza del tradimento della moglie e del suo furtivo viaggio a Parigi: questo fornisce a Maigret la chiave del mistero, che trasmette a Janvier, il quale risolve il caso.

## Film e televisione
Due sono gli adattamenti del romanzo per la televisione:
- Episodio dal titolo Maigret's Little Joke, facente parte della serie televisiva Maigret, trasmesso per la prima volta sulla BBC il 24 dicembre 1963, con Rupert Davies nel ruolo del commissario Maigret.
- Episodio dal titolo Maigret s'amuse, facente parte della serie televisiva Les enquêtes du commissaire Maigret per la regia di René Lucot, trasmesso per la prima volta su Antenne 2 il 29 giugno 1983, con Jean Richard nel ruolo del commissario Maigret.

## Edizioni italiane
- Maigret si diverte, traduzione di Elena Cantini, Collana Il girasole. Biblioteca Economica n.101, Milano, Arnoldi Mondadori Editore, 1958.[1]
- Maigret si diverte, traduzione di Renata Baraldi, Milano, Mondadori, 1992.
- Maigret si diverte, traduzione di Valeria Fucci, Collana gli Adelphi n.282, Milano, Adelphi, 2006,  p. 159, ISBN 978-88-459-2048-6.